# Rymdconfetti
Rymdconfetti är en skulptur i rostfritt stål, ornamenterat glas och ljus, utförd av Pia Hedström. Den jättelika bågen stod färdig i maj 2000 på Dämmeplatsen i Göteborg. Skanska, som byggt det intilliggande Teliahuset, var beställare av verket. Delarna tillverkades genom vattenskärning av Riboverken och därefter monterades de av Grimmereds verkstad.

## Bilder

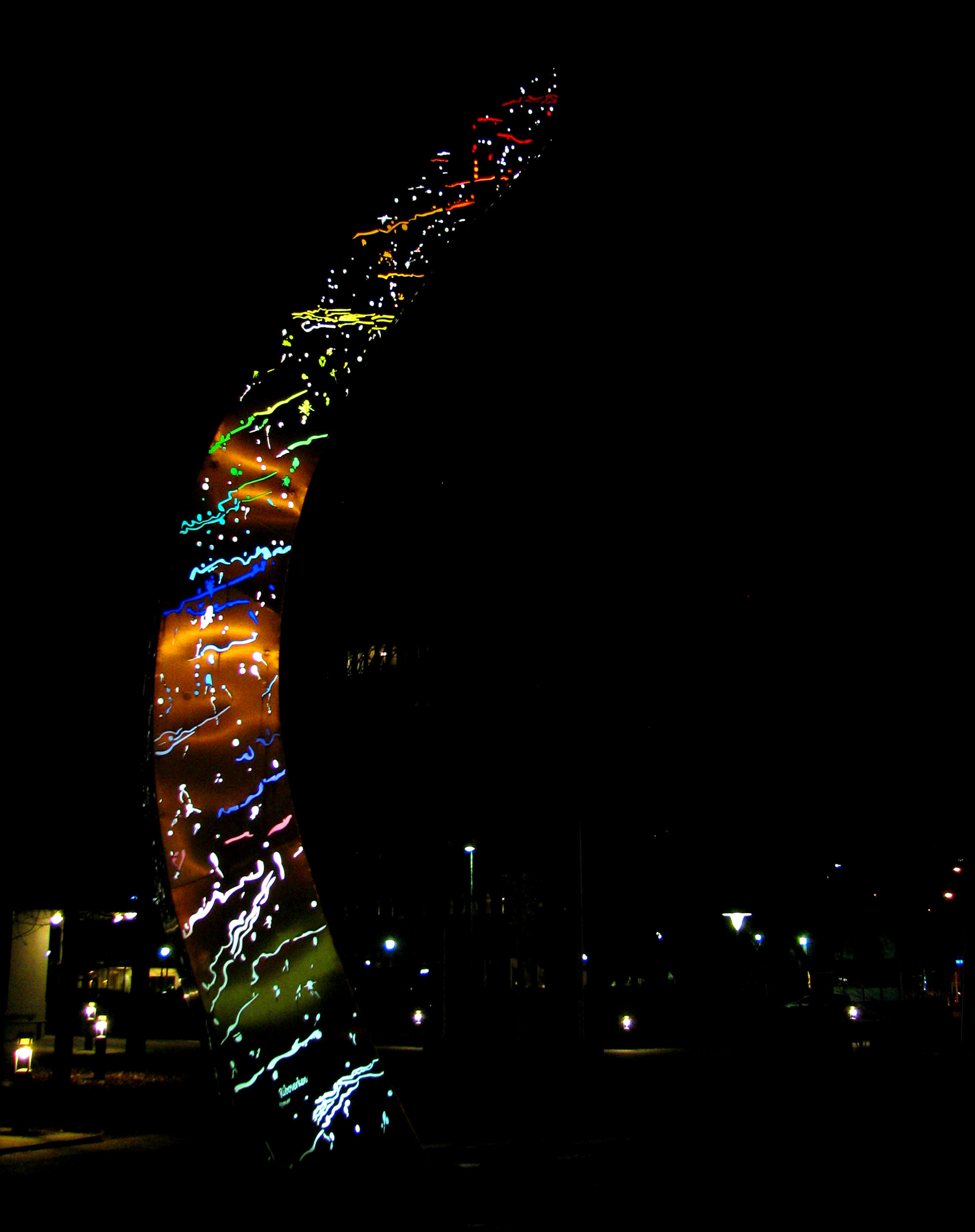
Rymdconfetti i natten. Fascinerad av himlafenomen låter konstnären bågen, i vilken regnbågens färger lyser och framträder på natten, slungas ut i rymden.
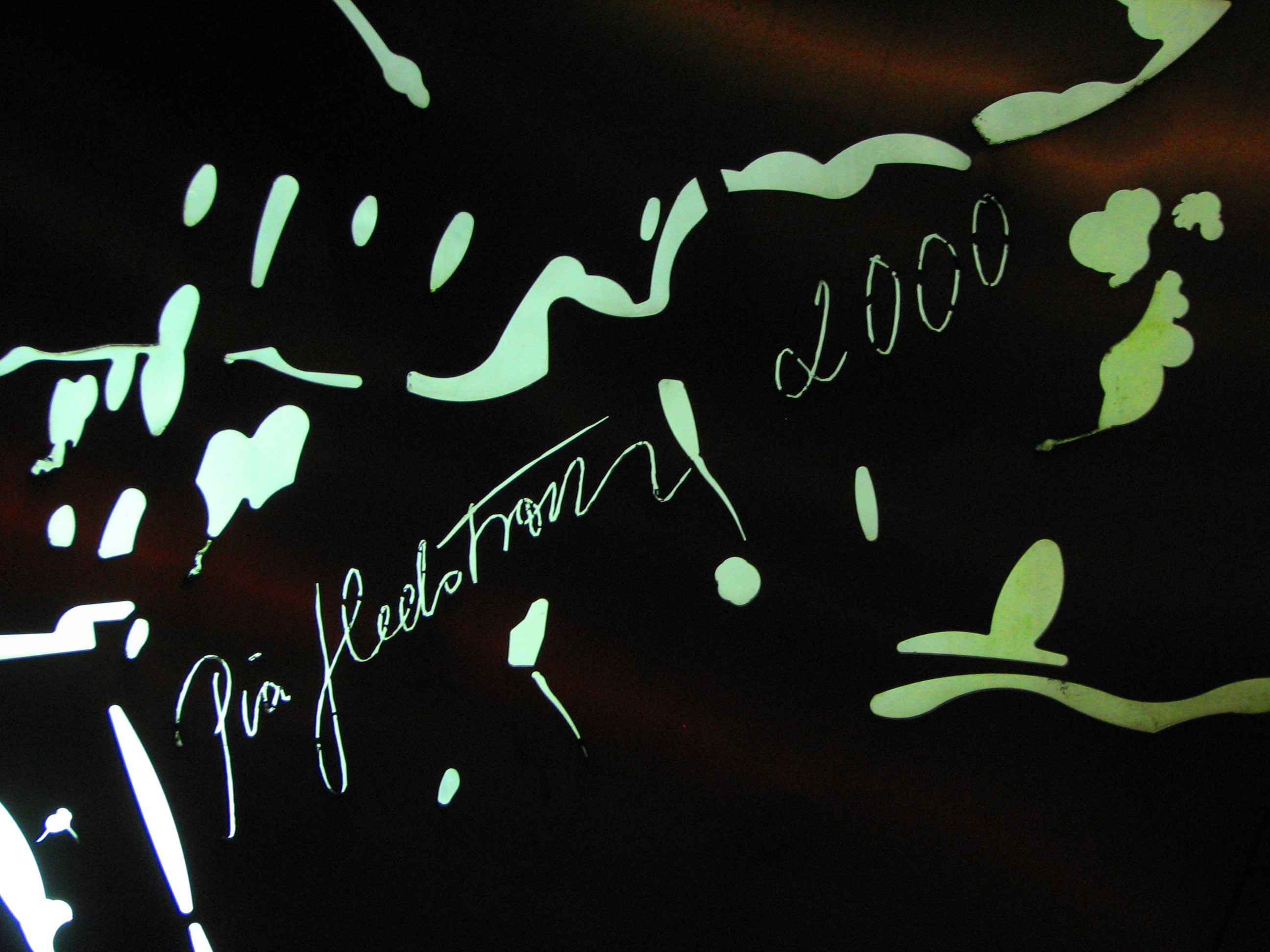
Pia Hedströms signatur på skulpturen.